# 訃報 1983年2月
訃報 1983年2月（ふほう 1983ねん2がつ）では、1983年（昭和58年）2月中に物故した、又は物故が報じられた人物についてまとめる。

## （1日 - 14日）

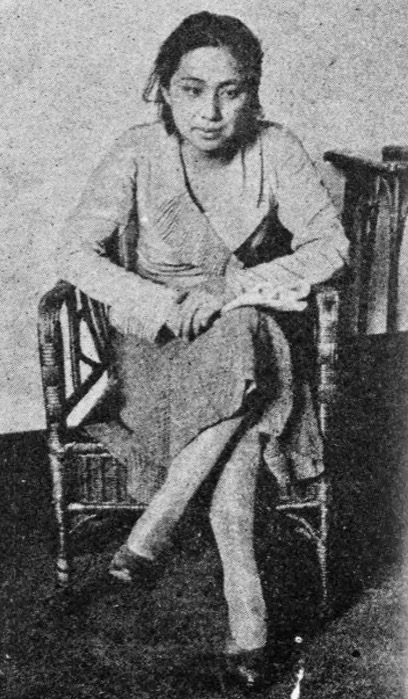
田村秋子／2月3日没

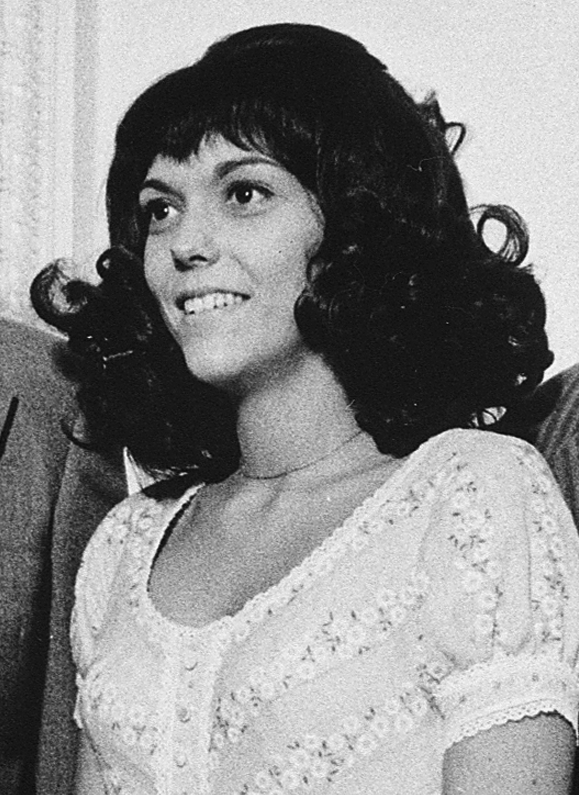
カレン・カーペンター／2月4日没

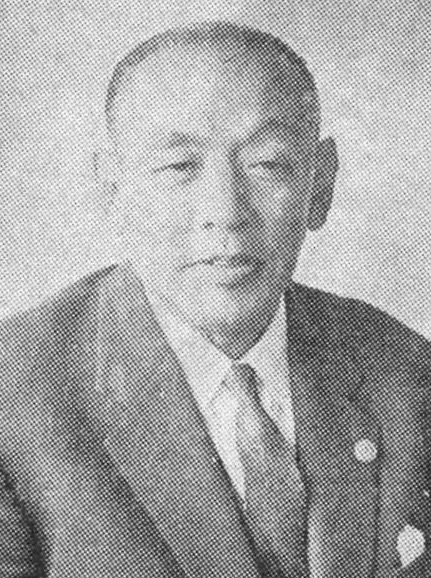
千田正／2月5日没

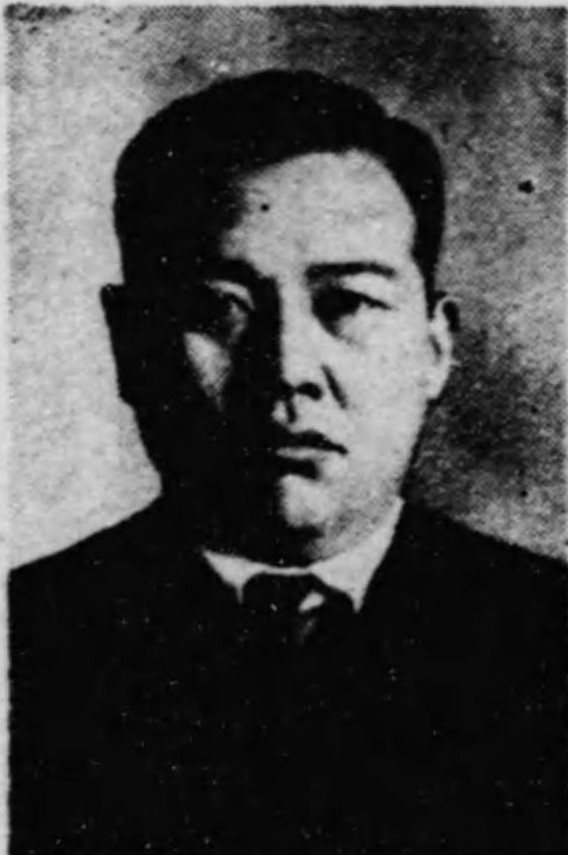
野原正勝／2月10日没

- 2月2日 - 御木徳近、宗教家・PL教団教主（* 1900年）
- 2月2日 - ルイ・ケルヴラン、科学者(* 1901年)
- 2月2日 - 深見千三郎、舞台芸人・ビートたけしの師匠(* 1923年)
- 2月3日 - 田村秋子[1]、女優(* 1905年)
- 2月4日 - カレン・カーペンター、カーペンターズメンバー(* 1950年)
- 2月5日 - 千田正、元岩手県知事(* 1899年)
- 2月7日 - 武井武雄、童画家(* 1894年)
- 2月10日 - 野原正勝、自由民主党衆議院議員(* 1906年)
- 2月12日 - 手塚富雄、ドイツ文学者(* 1903年)
- 2月14日 - 小沼靖、元青森放送代表取締役社長（* 1909年）

## （15日 - 28日）

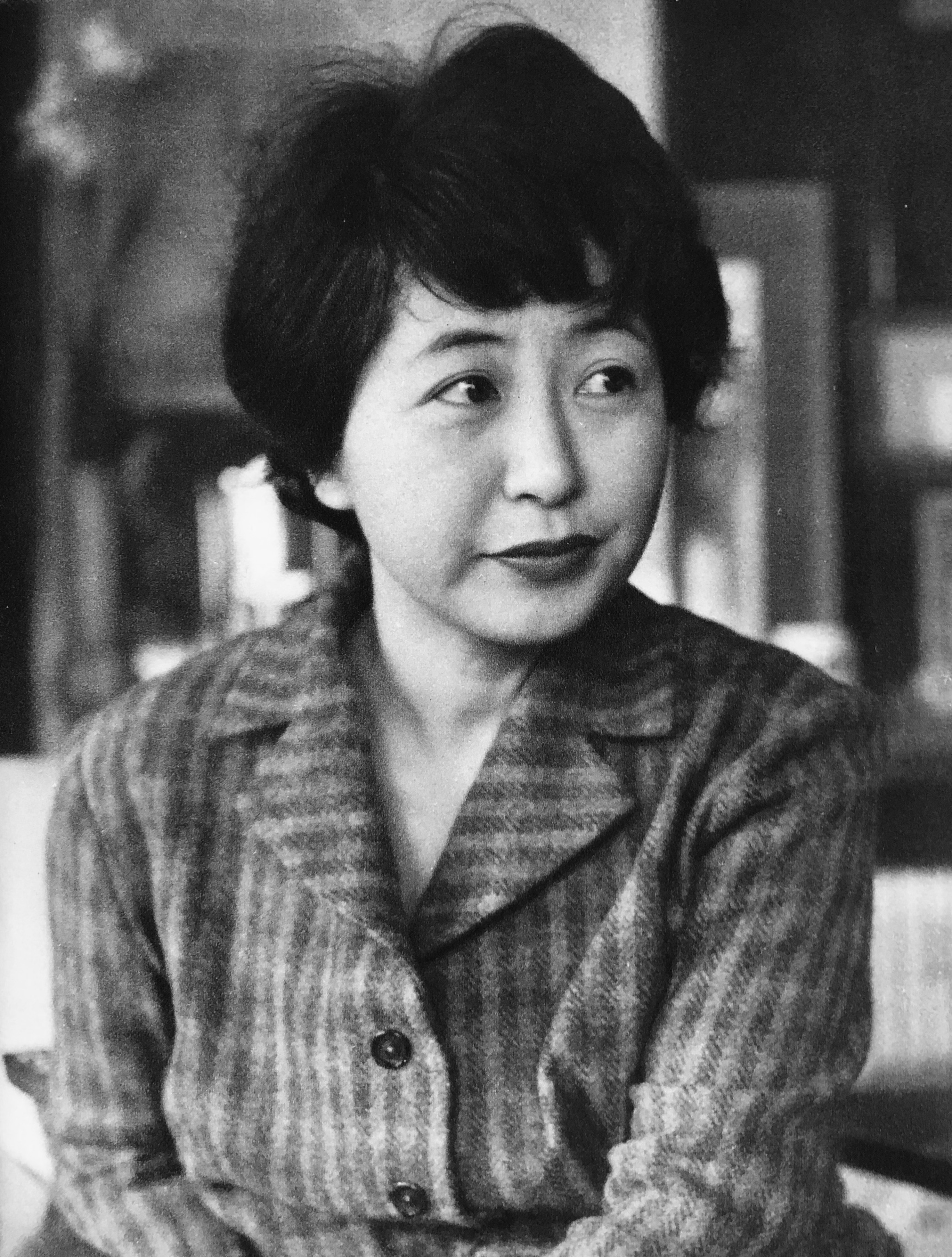
和田夏十／2月18日没

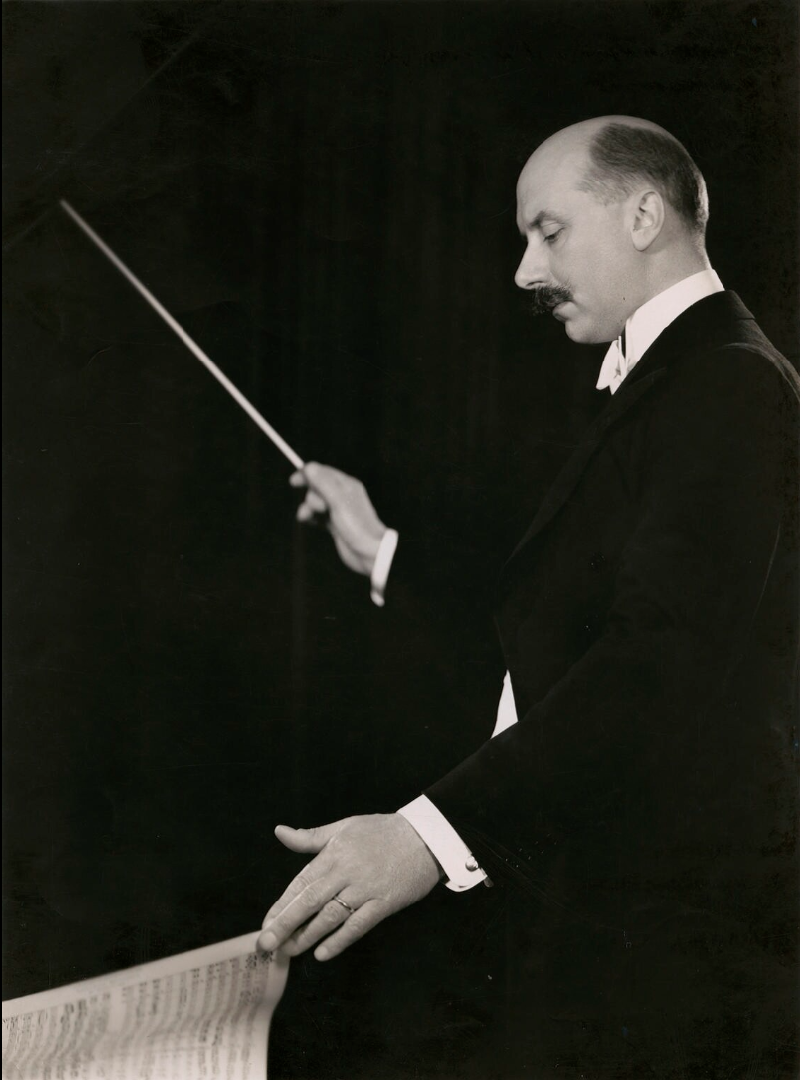
エイドリアン・ボールト／2月22日没

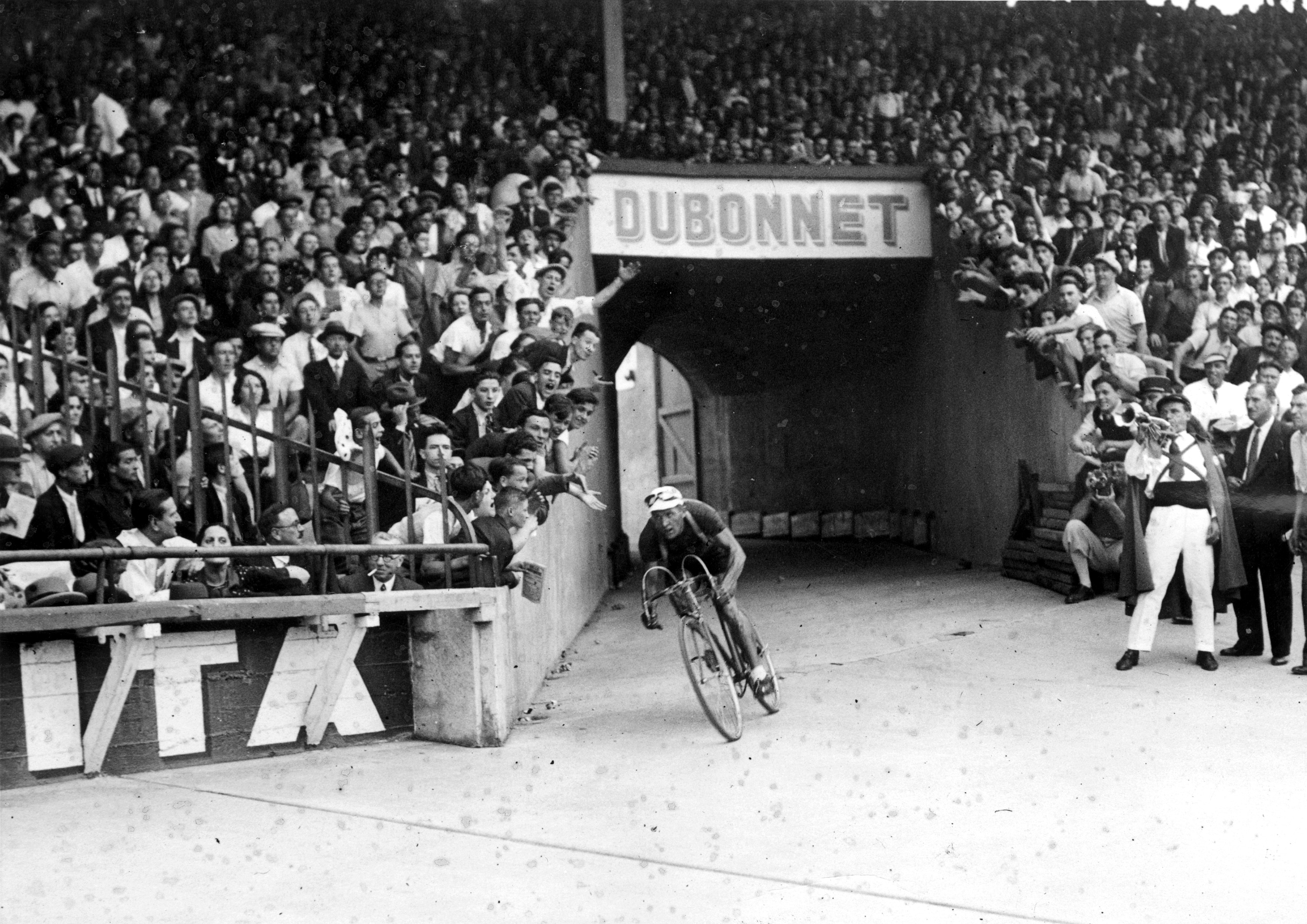
ロマン・マース／2月22日没

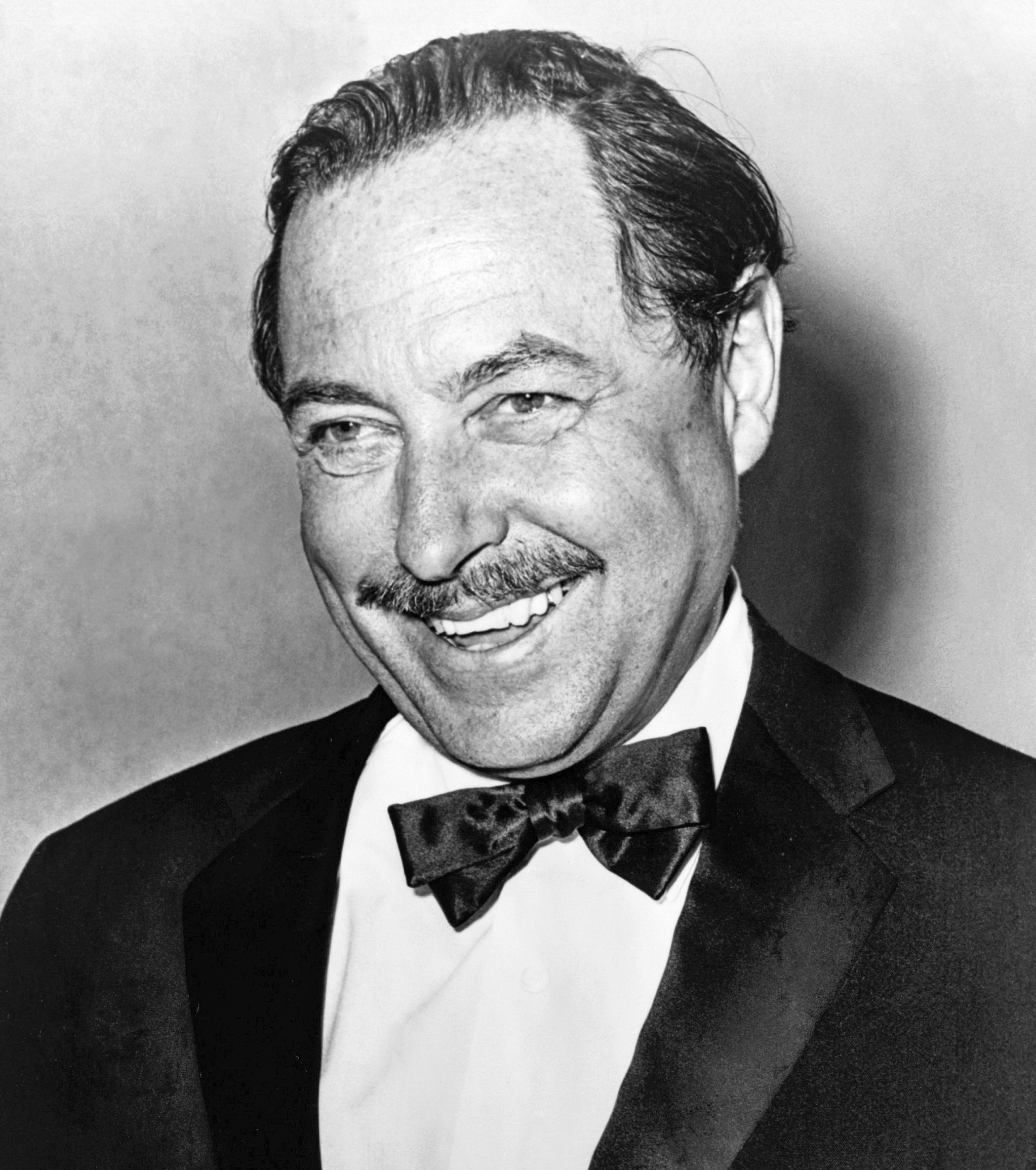
テネシー・ウィリアムズ／2月25日没

- 2月15日 - 大西良慶、北法相宗管長(* 1875年)
- 2月18日 - 和田夏十、市川崑の妻、脚本家(* 1920年)
- 2月19日 - 宇佐美洵、第21代日本銀行総裁(* 1901年)
- 2月19日 - 梅原末治、考古学者(* 1893年)
- 2月19日 - 森園忠、映画監督(* 1921年)
- 2月20日 - 河津清三郎、俳優(* 1908年)
- 2月20日 - 早野寿郎、演出家・俳優・声優(* 1927年)
- 2月22日 - エイドリアン・ボールト、指揮者(* 1889年)
- 2月22日 - ロマン・マース、自転車レーサー(* 1912年)
- 2月23日 - ハーバート・ハウエルズ、作曲家(* 1892年)
- 2月25日 - テネシー・ウィリアムズ、劇作家(* 1911年)
- 2月26日 - 石井長四郎、照明技師(* 1918年)
- 2月26日 - 松井義男、ダイワ精工創業者(* 1906年)
- 2月27日 - 金関丈夫、解剖学者・人類学者(* 1897年)
- 2月27日 - 井上光貞、歴史学者(* 1916年)